# Alexander Wollaston

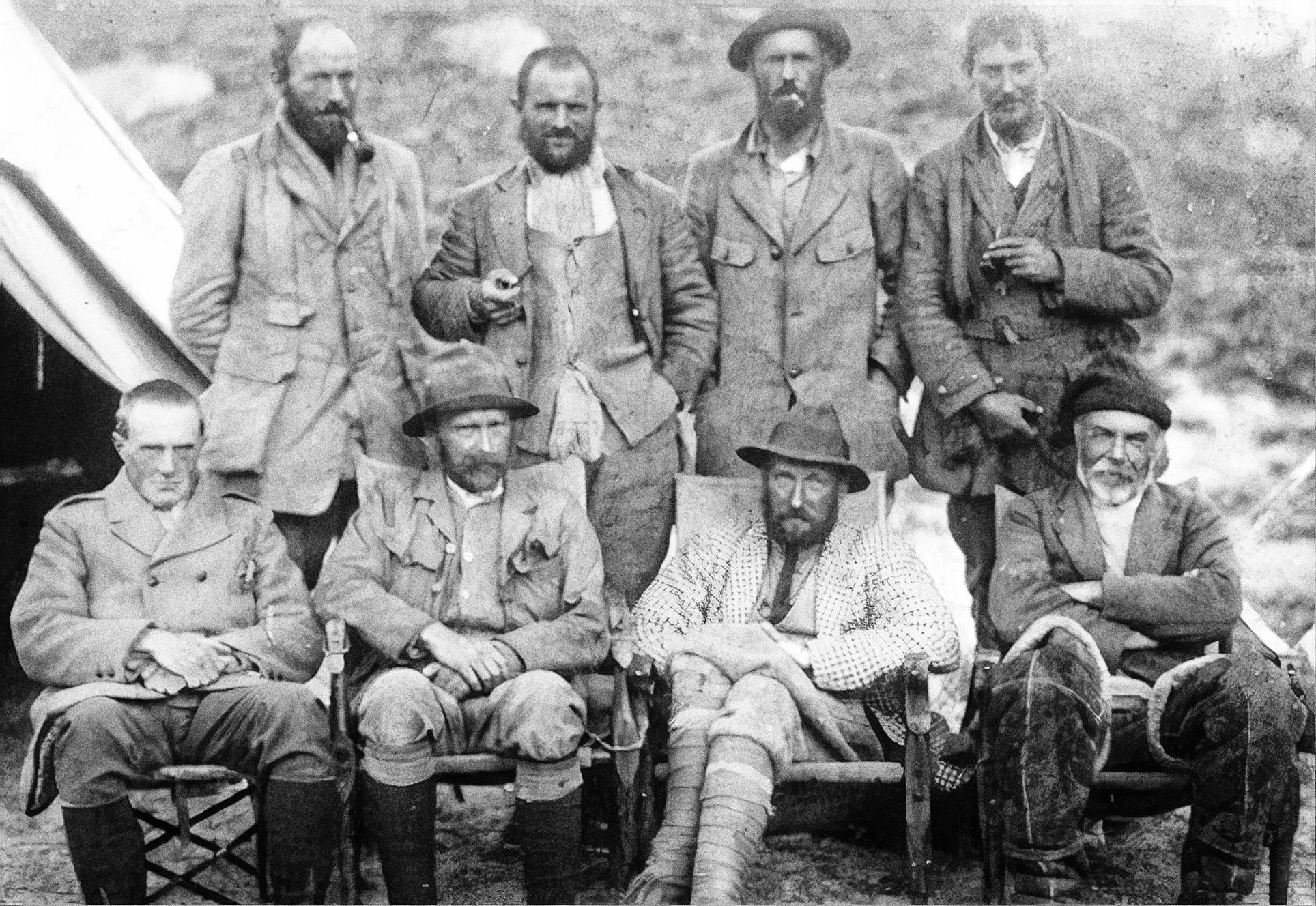
Alexander Wollaston, voorste rij, tweede van links

Alexander Frederick Richmond (“Sandy”) Wollaston (Clifton, 22 mei 1875 - Cambridge, 3 juni 1930) was een Engelse arts, ornitholoog, bergbeklimmer en ontdekkingsreiziger.
Wollaston, telg uit een familie van kunstenaars en wetenschappers, bracht zijn schooljaren door op Clifton College in Bristol en studeerde vervolgens medicijnen aan King's College in Cambridge. Hij studeerde af in 1896 en specialiseerde zich verder tot chirurg. Maar de rusteloze Wollaston hield niet van zijn vak en besloot zijn leven te wijden aan onderzoek van de natuur en het exploreren van de wereld. Maakte hij tijdens de academische vakanties al voettochten over de Aran-eilanden, door Lapland en de Dolomieten, nu ging hij verder weg. Hij trok door Soedan, daarna over de gehele wereld met een kort verblijf in Brits-Nieuw-Guinea en Japan.

## Expedities
In 1906 nam Wollaston als arts en verzamelaar van natuurhistorische specimens deel aan een wetenschappelijke expeditie naar het Rwenzori-gebergte op de grens van Oeganda en Belgisch-Congo, waarover hij een uitgebreid reisverslag publiceerde. In 1910-1911 participeerde hij in een feitelijk mislukte expeditie naar het centrale bergland van Nederlands-Nieuw-Guinea, die was georganiseerd door de British Ornithologists' Union. Twee jaar later was hij leider van de naar hem genoemde Wollaston-expeditie naar het hoge Carstenszgebergte. Bij deze gelegenheid ontdekte Wollaston een nieuw soort vleermuis, die naar hem werd vernoemd: Hipposideros wollastoni. Een derde expeditie naar het binnenland van Nieuw-Guinea ging als gevolg van het uitbreken van de Eerste Wereldoorlog niet door. Wollaston werkte gedurende de oorlogsjaren als chirurg bij de Royal Navy. In 1921 koos hij weer het avontuur en maakte hij deel uit van het Britse team bergbeklimmers dat voor het eerst de Mount Everest verkende. Ook tijdens deze tocht ontdekte Wollaston een nieuwe plant, een primula die zijn naam kreeg: Primula wollastoni.
Al in 1907 verkreeg hij een Fellowship van de Royal Geographical Society in Londen. Voor zijn expedities in Afrika en Nieuw-Guinea ontving hij in 1914 en 1925 eervolle wetenschappelijke onderscheidingen.

## Latere leven en dood
In 1923 trad Wollaston in het huwelijk met Mary "Polly" Meinertzhagen, de zuster van de roemruchte wetenschapper Richard Meinertzhagen, bij wie hij drie kinderen kreeg. Hij was inmiddels Honorair Secretaris van de Royal Geographical Society toen hij door John Maynard Keynes naar Cambridge werd gehaald om studieleider en docent  te worden aan de universiteit. Daar, in zijn kamers in King's College, werd hij en een aanwezige politieagent na een conflict doodgeschoten door Douglas Potts, een 19-jarige student, die daarna de hand aan zichzelf sloeg. Alexander Wollaston werd 55 jaar. Zijn zoon Nicholas, die drie jaar was toen hij zijn vader verloor, schreef later een boek over hem: My Father, Sandy (2003)

## Publicaties
- From Ruwenzori to the Congo: a Naturalist's Journey across Africa. London: John Murray, 1908
- Pygmies and Papuans: the Stone Age to-day in Dutch New Guinea. London: Smith, Elder & Co, 1912   Titelpagina BHL
- 'An expedition to Dutch New Guinea, in: Geographical Journal 43(3), 1914: 248-273.
- Life of Alfred Newton, Professor of Comparative Anatomy Cambridge University, 1866-1907. London: John Murray. 1921

## Over Alexander Wollaston
- Ballard, Chris; Steven Vink & Anton Ploeg, Race to the Snow. Photography and the exploration of Dutch New Guinea, 1907-1936. Amsterdam: Royal Tropical Institute, 2001. ISBN 90-6832-511-6
- Wollaston, Nicholas, My Father, Sandy. Short Books, 2003. ISBN 1-904095-44-5

- Gemeinsame Normdatei: 117616621
- International Standard Name Identifier: 0000 0000 6316 7458
- Library of Congress Control Number: nr2001036771
- Nationale bibliotheek van Australië: 36249273
- Nationale Bibliotheek van Israël: 987007291169405171
- Nederlandse Thesaurus van Auteursnamen: 139404104
- Réseau des bibliothèques de Suisse occidentale: 02-A003984324
- LIBRIS: 272576
- SNAC: w62n7kgz
- Trove: 1236597
- Virtual International Authority File: 5713229
- WorldCat: E39PBJrmffFQjb8Vjy9bwqq84q